# Trnava (Vysočina)
Trnava (in tedesco Trnawa) è un comune ceco situato nel distretto di Třebíč, nella regione di Vysočina.